# 井上宗雄
井上 宗雄（いのうえ むねお、1926年10月10日 - 2011年3月18日）は、日本の国文学者。専攻は、中古・中世和歌史。学位は、文学博士（立教大学・論文博士・1966年）（学位論文「中世歌壇史の研究 南北朝期」）。立教大学名誉教授。

## 生涯
東京生まれ。1949年第二早稲田高等学院（文科）修了後、学制改革により早稲田大学第一文学部国文学専修に編入、1951年同学科卒業。1953年早稲田大学大学院文学研究科日本文学専攻修了。1953年早稲田大学高等学院教諭、1962年立教大学専任講師、1965年同大学助教授。1966年「中世歌壇史の研究 南北朝期」で立教大学より文学博士の学位を取得。1971年立教大学教授。1992年定年退職、名誉教授。同年早稲田大学客員教授・特任教授、1997年同大学を定年退職。
1962年10月東京大学国語国文学会賞（久松賞）受賞。「寒雷」に所属して俳句も作った。

## 著書
- 『中世歌壇史の研究 室町前期』風間書房 1961
- 『中世歌壇史の研究 南北朝期』明治書院 1965
- 『古典名歌の探求 後拾遺集・梁塵秘抄他』(文法・文脈・整理)有朋堂 1967.6
- 『百人一首』(明解シリーズ) 有朋堂 1967.12
- 『中世歌壇史の研究 室町後期』明治書院 1972
- 『平安後期歌人伝の研究』笠間書院(笠間叢書) 1978.10
- 『鎌倉時代歌人伝の研究』風間書房 1997.3
- 『百人一首を楽しくよむ』笠間書院 2003.1
- 『百人一首 王朝和歌から中世和歌へ』笠間書院(古典ルネッサンス) 2004.11
- 『京極為兼』吉川弘文館(人物叢書) 2006.5
- 『中世歌壇と歌人伝の研究』笠間書院 2007.7
- 『和歌典籍俳句』笠間書院 2009.2
- 『書架解体 王朝和歌から中世和歌へ』青簡舎 2010.10
- 『句文集 書架解体』書苑社 2010.10

### 校訂など
- 『雲玉和歌抄』 衲叟馴窓 島津忠夫共編 古典文庫 1968
- 『古今・新古今』松野陽一共著 有朋堂 1968.4 (明解シリーズ)
- 『詞花和歌集』藤原顕輔 片野達郎と校注 笠間書院 1970 (笠間叢書)
- 『年表資料中世文学史』藤平春男、山田昭全共編 笠間書院 1973
- 『小倉百人一首 鑑賞とかるた上達法』伊藤秀文共著 旺文社 1975
- 『日本文学史』新間進一、前田愛共著 旺文社 1975.1
- 『増鏡』全訳注 講談社学術文庫 全3冊 1979-1983
- 『中世歌書集』古典文庫 1981.6
- 『とはずがたり』 中院雅忠女 和田英道と訳・注　創英社 1984.3 (全対訳日本古典新書)
- 『福武古語辞典』中村幸弘共編 福武書店 1988.9
- 『新潮古典文学アルバム 百人一首』村松友視共著 新潮社 1990.12
- 『師説撰歌和歌集 本文と研究』安井重雄共編 和泉書院 1993.4
- 『東常縁』島津忠夫共編 和泉書院 1994.11
- 『新編和歌の解釈と鑑賞事典』武川忠一共編 笠間書院 1999.9
- 『新編日本古典文学全集 49 中世和歌集 3』小学館 2000.11
- 『京都冷泉家の八〇〇年 和歌の心を伝える　歴史編』冷泉為人、小倉嘉夫共著 日本放送出版協会 2004.4 (NHKシリーズ)

## 記念論集
- 中世和歌 資料と論考 明治書院 1992.10